# Махов, Сергей Александрович
Сергей Александрович Махов (род. 1951) — российский переводчик.

## Биография
Окончил Московский авиационный институт (1974, специальность — ракетные двигатели), Московское высшее техническое училище им. Баумана (1984, специальность — лазерная технология), а также Высшие курсы переводчиков при Московском государственном педагогическом институте иностранных языков (1988, английский язык). Работал устным переводчиком, в том числе в США, Германии, Франции.
Дебютировал в печати как литературный переводчик книгой Дейва Барри «Супружество и/или секс» (1990). Затем в переводах Махова были напечатаны сборники произведений Дж. Д. Сэлинджера (1998) и Джеймса Джойса (2007). По словам Махова, закончен также перевод дилогии Льюиса Кэрролла, «в столе лежат готовые к изданию переводы Уилльяма Шейкспира, Чарлза Дикенза, Оскара Уайлда, Джона Фаулза и кое-кого ещё» (именно так, Махов использует собственные варианты передачи иноязычных имён — в вышедших изданиях также употреблены формы «Салинджер» и «Джеймз»).

## Переводы Сэлинджера
Выполненный Сергеем Маховым перевод произведений Дж. Д. Сэлинджера вызвал определённый резонанс в профессиональном сообществе. Ещё до его публикации о работе Махова отозвалась переводчица Нора Галь, в заказанной издательством внутренней рецензии выступившая резко против обнародования этого труда:
Уже само название предложенного нового перевода — «Обрыв на краю ржаного поля детства» — вопиет о совершенном непрофессионализме автора этой попытки, о полнейшей его глухоте. Даже если бы всё это было в английском подлиннике, это была бы антихудожественная калька. Тем недопустимее такое тяжеловесное многословное разжёвывание образа, уместное разве что в комментариях. Тут нет краткости, яркости, образности, необходимой для названия художественного произведения — того, что четверть века назад нашла в своем устаревшем, по мнению претендента, переводе Р. Я. Райт. В одном только новом заглавии сошлись сразу несколько недостатков: характерное для неумелого переводчика нагромождение родительных падежей, никак не обязательное повторение названия классического романа Гончарова плюс прямая отсебятина, литературоведческое домысливание. <…> Автор этой малохудожественной попытки не понимает основного смысла художественного перевода: передать, «перевыразить», по слову Пушкина, мысль, чувство, стиль автора, а не самовольничать.
На выход книги откликнулись Александра Борисенко в журнале «Иностранная литература» и Илья Кукулин в газете «ExLibris НГ», сошедшиеся во мнении, что перевод романа является неудачей и безвкусицей, но некоторые нюансы рассказа Сэлинджера Махову удались значительно лучше: «Очевидна полемическая направленность этого переводческого труда: дабы отличаться от предшественников, Махов именует Сэлинджера Салинджером и неустанно, в каждой строчке, спорит с Райт-Ковалёвой, чьи переводы в его предисловии названы „совковыми“ и „женскими“. Конечно, такого рода переводческий экстремизм не идёт на пользу тексту, и всё-таки эта попытка дать читателю „нового Сэлинджера“ заслуживает внимания, так как при всём блестящем мастерстве Р. Райт-Ковалёвой её переводы Сэлинджера действительно сглаживают „острые углы“», — отмечает Борисенко, а Кукулин подчёркивает, что в версии Махова «на фоне стилистической безупречности первой интерпретации <Райт-Ковалёвой> каждый изъян особенно заметен», однако «рассказ „Чудный день для банановой рыбки“ развеивает многочисленные сомнения в целесообразности очередного перевода. Суетливая поспешность в столкновении слов как нельзя лучше подходит для того, чтобы передать сладковатые интонации безумия». Вновь перевод Махова попал в фокус внимания в связи с выходом нового перевода романа Сэлинджера, выполненного Максимом Немцовым: та же Александра Борисенко, сопоставляя версии Махова и Немцова с каноническими переводами Райт-Ковалёвой, вновь пришла к прежнему выводу: «Попытки заново перевести „The Catcher in the Rye“ (и у Махова, и у Немцова — при всей разнице между этими переводчиками) были связаны с активным введением в текст разных пластов русского молодёжного сленга. На мой взгляд, обе эти попытки оказались неудачными» — однако применительно к рассказам Сэлинджера как Немцов, так и Махов «гораздо точней передают настроение оригинала, поскольку переводчики не борются со странностью текста».
В 2007 году перевод романа Сэлинджера оказался предметом рассмотрения филолога Дениса Петренко в его диссертации на соискание учёной степени кандидата филологических наук «Язык оригинала — язык перевода в условиях эпистемологической ситуации, идеологизации, деидеологизации общества: на материале романа Дж. Д. Сэлинджера „The Catcher in the Rye“ и его переводов на русский язык» (Ставропольский государственный университет, специальность «Теория языка»). Сопоставляя переводы Райт-Ковалёвой и Махова, исследователь пришёл к выводу о том, что
Перевод С. А. Махова «Обрыв на краю ржаного поля детства» мотивирован не только оригиналом, но и переводом Р. Я. Райт-Ковалёвой. <…> Главный постмодернистский жест С. А. Махова заключается в том, что он, как и большая часть постмодернистов (художников, писателей), борется с нарративами. Включением большого корпуса ненормативных элементов, которые представляют собой язык современной московской молодёжи, С. А. Махов создаёт внутреннее текстовое пространство, основанное на реалиях России последних лет, которое внедряется в пространство текста Дж. Д. Сэлинджера. <…> Это знаменательное для своего времени явление, так как перевод С. А. Махова выражает особенности нового постмодернистского подхода к переводу текста, общую тенденцию посттоталитарной культуры, связанную с «низвержением» авторитетов. Он осуществлён в период формирования культуры постмодерна с её вниманием к языковой маргинальности, переакцентуации «верха» и «низа» в искусстве. В тексте «Обрыва на краю ржаного поля детства» отображены процессы деидеологизации культуры, разрушения традиционных норм.